# 산지 레아 리마
산지 레아 리마(Sandy Leah Lima, 1983년 1월 28일 ~ )는 브라질의 싱어송라이터, 음악 프로듀서, 배우이다.